# Love's Kitchen
Love's Kitchen (no Brasil: Receitas do Amor) é um filme do Reino Unido do gênero comédia/drama lançado em 2011.

## Sinopse
Rob Haley (Dougray Scott), é um chefe de restaurante em Londres que encontra-se agoniado, pois acaba de perder sua esposa. Com o incentivo de seu amigo, decide apimentar a sua vida, reformando o restaurante. Sua comida chama a atenção - e o paladar - da bela  crítica americana Kate Templeton (Claire Forlani), que em breve tanto escreve uma receita para o amor que deixa ambos os seus corações- e seus estômagos - na íntegra.

## Elenco
| Ator               | Personagem               |
| ------------------ | ------------------------ |
| Dougray Scott      | Rob                      |
| Sarah Sharman      | Waitress                 |
| Katrine De Candole | Françoise                |
| Lee Boardman       | Loz                      |
| Michelle Ryan      | Shauna                   |
| Matthew Clancy     | Ingo                     |
| Rick Panesar       | Kitchen Staff            |
| Suzi Salkeld       | Kitchen Staff            |
| Tony Mann          | Crítico                  |
| Holly Gibbs        | Michelle                 |
| Gordon Ramsay      | Gordon Ramsay            |
| Philip Cross       | Gordon Ramsay's PA       |
| Simon Callow       | Guy Witherspoon          |
| Seretta Wilson     | Jill                     |
| Claire Forlani     | Kate Templeton           |
| Peter Bowles       | Max Templeton            |
| Caroline Langrishe | Liz                      |
| Pamela Binns       | Little Old Lady          |
| Graham Howes       | John                     |
| Philip Dunbar      | Alfie                    |
| David Whitworth    | Bertie                   |
| Cherie Lunghi      | Margaret                 |
| Joshua Bowman      | Roberto                  |
| George Camiller    | Brian                    |
| Simon Hepworth     | James Forester           |
| Nikki Leigh Scott  | Nicky                    |
| Celia Henebury     | Tanya                    |
| Nicholas Keith     | Derek                    |
| Jon Foster         | Produtor - Diretor       |
| Adam Fogerty       | Terry                    |
| Didz Hammond       | Ele mesmo                |
| Quentin Smith      | Piloto do helicóptero    |
| Pip Torrens        | Health & Safety Official |
| Richard Pepple     | Policial                 |

## Recepção
No site agregador de críticas Rotten Tomatoes, 19% das 16 resenhas dos críticos são positivas.